# Quartetto per archi n. 16 (Beethoven)
Il Quartetto per archi n. 16 in Fa maggiore op. 135 fu composto da Ludwig van Beethoven nel 1826 e costituisce il suo ultimo importante lavoro. Dopo questo, solo l'ultimo movimento del Quartetto op. 130, scritto per sostituire la Grande fuga, fu creato dal compositore prima della sua morte.
La prima esecuzione fu data dallo Schuppanzigh Quartet nel marzo 1828.
Per il terzo movimento Beethoven ha scelto la tecnica della variazione; questa scelta fu adottata dal compositore anche nel secondo movimento del Quartetto op. 127. Il primo tema di questo tempo è stato ripreso da Gustav Mahler per l'incipit dell'ultimo movimento della sua Terza Sinfonia.
Sotto i lenti accordi introduttivi dell'ultimo movimento Beethoven arrecò nel manoscritto la dicitura "Muß es sein?" (Deve essere?), a cui risponde col più rapido e allegro tema principale del movimento, "Es muß sein!" (Deve essere!). Il quartetto si conclude bruscamente con un pizzicato simile ad una canzoncina per bambini, quasi a ricondurre il senso di tutta la musica ad una primigenia, infantile semplicità.
L'intestazione dell'intero movimento è "Der schwer gefaßte Entschluß" (La decisione difficile).
Il quartetto è composto da quattro movimenti:
1. Allegretto
2. Vivace
3. Lento assai, cantante e tranquillo
4. «Der schwer gefaßte Entschluß»: Grave—Allegro—Grave ma non troppo tratto—Allegro

Il quartetto è citato nel romanzo L'insostenibile leggerezza dell'essere di Milan Kundera ai capitoli 15, 16 e 17.